# 47 Gwardyjska Brygada Pancerna
47 Gwardyjska Brygada Pancerna (ros. 47-я гвардейская танковая бригада) – jednostka pancerna Armii Czerwonej z okresu II wojny światowej, uczestniczyła w walkach przeciw wojskom niemieckim m.in. na ziemiach polskich.
47 Gwardyjska Brygada Pancerna została utworzona 20 listopada 1944 przez przemianowanie 51 Brygady Pancernej w jednostkę gwardyjską.                                           Jej szlak bojowy w walce z niemieckim  najeźdzcą prowadził m.in. spod Mińska Mazowieckiego przez Sochaczew, Kowal, Bydgoszcz, Chodzież, Trzcianka, Barlinek i Pyrzyce, a zakończył się pod Brandenburgiem w Niemczech. 
W czasie bitwy o Bydgoszcz brygada dowodzona przez płka Nikołaja Kopyłowa 23 stycznia 1945 atakiem z kierunku zachodniego wdarła się razem z 65 Gwardyjską Brygadą Pancerną w niemiecką obronę w mieście. Następnie przekazała swoje pozycje kawalerzystom z 2 Gwardyjskiego Korpusu Kawalerii i kontynuowała natarie w stronę rzeki Odry.

## Dowództwo brygady
Dowódcy:
- płk Nikołaj Kopyłow[3] (20.11.1944 - 10.06.1945)[1].

Szefowie sztabu:
- ppłk Iwan Morgun (01.12.1944 - 31.01.1945)
- ppłk Władimir Freidlin (01.01.1945 - 28.02.1945)
- ppłk Semen Panow (01.02.1945 - 10.06.1945)[1].

## Struktura organizacyjna
- 1 batalion czołgów,
- 2 batalion czołgów,
- 3 batalion czołgów.
- zmotoryzowany batalion piechoty (Моторизованный батальон автоматчиков) i inne[4].